# المؤاخاة بين الصحابة
المؤاخاة بين الصحابة من أول الأعمال التي قام بها الرسول محمد قبل وبعد الهجرة إلى المدينة المنورة تشريع نظام المؤاخاة بين مسلمي مكة ثم بين المهاجرين والأنصار حيث أعلن ذلك في دار أنس بن مالك بعد بناء المسجد. كان من أسس هذا النظام مشاركة المهاجرين للأنصار في السكن والمأوى والطعام مساعدة لهم حيث أن أغلب المهاجرين قاموا بترك أموالهم وثرواتهم في مكة.كان الهدف الأساسي من هذا التشريع إرساء أسس تنظيم اجتماعي يلغي الفوارق التقليدية في المجتمع العربي ويستبدلها بروابط جديدة تحقق تغييرا ملحوظا في طريقة حياة المسلمين تميزهم عن باقي القبائل العربية. كما أن هذه المؤاخاة جعلت التآخي من التآخي سببا للوراثة علاوة على النسب كما في الآية الكريمة ﴿وَلِكُلٍّ جَعَلْنَا مَوَالِيَ مِمَّا تَرَكَ الْوَالِدَانِ وَالْأَقْرَبُونَ وَالَّذِينَ عَقَدَتْ أَيْمَانُكُمْ فَآتُوهُمْ نَصِيبَهُمْ إِنَّ اللَّهَ كَانَ عَلَى كُلِّ شَيْءٍ شَهِيدًا ۝٣٣﴾ [النساء:33]. إلا أن هذا التشريع نسخ فيما بعد بعد أن استقر المهاجرون في المدينة وألفوها وأبقي على المؤآخاة كما في الآية الكريمة ﴿وَالَّذِينَ آمَنُوا مِنْ بَعْدُ وَهَاجَرُوا وَجَاهَدُوا مَعَكُمْ فَأُولَئِكَ مِنْكُمْ وَأُولُو الْأَرْحَامِ بَعْضُهُمْ أَوْلَى بِبَعْضٍ فِي كِتَابِ اللَّهِ إِنَّ اللَّهَ بِكُلِّ شَيْءٍ عَلِيمٌ ۝٧٥﴾ [الأنفال:75].

## مفهوم المؤاخاة
‌المؤاخاة ‌لغة: أخا فلانا أخوة، وإخاوة: اتخذه أخا.
والأخوة في الدين الإسلامي أعلى رباط اجتماعي، ذلك أن الأخوة في الدين ناتجة عن الإيمان العميق به، بحيث يخضع لأوامر ربه دون سواه، ومن ثم تكون هناك عاطفة قوية موحدة تجمع المسلمين جميعا.
وقد أشار القرآن الكريم إلى هذه الحقيقة في قوله تعالى: {إِنَّمَا الْمُؤْمِنُونَ إِخْوَةٌ} [الحجرات: 10] كما أثر عن الرسول صلى الله عليه وسلم قوله: «المسلم أخو المسلم» [صحيح البخاري، دار طوق النجاة، محمد بن إسماعيل البخاري، الطبعة: الأولى، رقم (2442)] قوله: «وكونوا عباد الله إخوانا» [صحيح البخاري، دار طوق النجاة، محمد بن إسماعيل البخاري، الطبعة: الأولى، رقم (6064)] بمعنى كونوا حريصين على أخوة الدين التي تجمع بينكم.

## ‌‌المؤاخاة بين المهاجرين والأنصار
ذكر أهل السير أن المؤاخاة بين الصحابة قد وقعت مرتين:
الأولى: في مكة المكرمة قبل الهجرة.
الثانية: بعدما هاجر الرسول صلى الله عليه وسلم والصحابة، آخى بين المهاجرين والأنصار، قال ابن حجر: "ذكر أصحاب المغازي أن ‌المؤاخاة ‌بين ‌الصحابة وقعت مرتين؛ الأولى: قبل الهجرة بين المهاجرين خاصة على المواساة والمناصرة، فكان من ذلك أخوة زيد بن حارثة وحمزة بن عبد المطلب.
ثم آخى النبي صلى الله عليه وآله وسلم بين المهاجرين والأنصار بعد أن هاجر وذلك بعد قدومه المدينة".
وقال ابن عثيمين: «آخى بين سلمان وأبي الدرداء؛ أي: عقد بينهما عقد أخوة، وذلك أن المهاجرين حين قدموا المدينة آخى النبي صلى الله عليه وآله وسلم بينهم وبين الأنصار الذين تبوءوا الدار والإيمان من قبلهم، فكان المهاجرون في هذا العقد للأنصار بمنزلة الأخوة، حتى إنهم كانوا يتوارثون بهذا العقد، حتى أنزل الله عز وجل: {وَأُولُو الْأَرْحَامِ بَعْضُهُمْ أَوْلَى بِبَعْضٍ فِي كِتَابِ اللَّهِ} [الأنفال: 75]».

## تشريع نظام المؤاخاة
حين قدم المهاجرون المدينة المنورة أكرمهم الأنصار الذين هم أهل الدار، ورغم بذل الأنصار وكرمهم فإن الحاجة إلى إيجاد نظام يكفل للمهاجرين المعيشة الكريمة ظلت قائمة خاصة أن أنفة «المهاجرين» ومكانتهم تقتضي معالجة أحوالهم بتشريع يبعد عنهم أي شعور بأنهم عالة على «الأنصار» فكان أن شرع نظام المؤاخاة، ولا تختلف الروايات في تاريخ تشريعه إلا اختلافا يسيرا، فهي تجمع على أن المؤاخاة وقعت في السنة الأولى الهجرية، وتختلف إن كان ذلك بعد بناء المسجد النبوي في المدينة أو خلال بنائه.
وكان إعلان هذا التشريع في دار الصحابي: أنس بن مالك كما صرحت الروايات، ووقعت المؤاخاة بين طرفين هما: المهاجرون والأنصار، فآخى الرسول صلى الله عليه وسلم بين مهاجري وأنصاري اثنين اثنين.
وقد شملت المؤاخاة تسعين رجلا، خمسة وأربعين من المهاجرين، وخمسة وأربعين من الأنصار.

## الحقوق بين المتآخيين
قد ترتب على تشريع نظام المؤاخاة حقوق خاصة بين المتآخيين؛ كالمواساة بين الاثنين، والمواساة ليست محددة بأمور معينة بل مطلقة لتعني كل أوجه العون على مواجهة أعباء الحياة؛ سواء كان عونا ماديا أو رعاية ونصيحة وتزاورا ومحبة، كما ترتب على المؤاخاة أن يتوارث المتآخين دون ذوي أرحامهم، مما يرقي بالعلاقات بين المتآخين إلى مستوى أعمق وأعلى من أخوة الدم.

## إلغاء التوارث بين المتآخين
لا شك أن التوارث بين المتآخين كان لمعالجة ظروف استثنائية مرت بها الدولة الناشئة، فلما ألف المهاجرون جو المدينة وعرفوا مسالك الرزق فيها، وأصابوا من غنائم بدر الكبرى ما كفاهم، رجع التوارث إلى وضعه الطبيعي المنسجم مع الفطرة البشرية على أساس صلة الرحم، وأبطل التوارث بين المتآخين وذلك بنص القرآن الكريم، فقال تعالى: {وَأُولُو الْأَرْحَامِ بَعْضُهُمْ أَوْلَى بِبَعْضٍ فِي كِتَابِ اللَّهِ} [الأنفال: 75]، أي: في الميراث.

## نماذج من المؤاخاة
من نماذج المؤاخاة التي وردت في كتب السيرة:
- المؤاخاة بين أبي بكر الصديق وخارجة بن زهير.
- المؤاخاة بين عمر بن الخطاب وعتبان بن مالك: كان عمر يتناوب مع أخيه عتبان في حضور مجلس محمد ﷺ بحيث يحضر عمر يوما وعتبان يوما وينقل الواحد منهما ما استفاده في غياب اخيه.
- المؤاخاة بين عبد الرحمن بن عوف وسعد بن الربيع: عرض سعد بن الربيع  على عبد الرحمن أن يساعده فيعطيه نصف ما يملك ويطلق إحدى زوجتيه له فرد عبد الرحمن بن عوف بقوله «بارك لله لك في اهلك ومالك، دلني على السوق».
- المؤاخاة بين أبي عبيدة بن الجراح وسعد بن معاذ.
- المؤاخاة بين الزبير بن العوام وسلمة بن سلامة بن وقش.
- المؤخاة بين طلحة بن عبيد الله وكعب بن مالك.
- المؤاخاة بين مصعب بن عمير وأبو أيوب خالد بن زيد.

ويذكر الرواة أن عدد الصحابة الذي تمت بينهم المؤاخاة يبلغ تسعين صحابيا.
انظر أيضا
- الهجرة النبوية.
- الإيثارفي الإسلام.
- أنس بن مالك